# 克里斯汀·达登
克里斯汀·达登（英語：Christine Darden，1942年9月10日—），美国数学家、数据分析家、航空工程师。其40年的科研生涯中大部分时间都在美国国家航空航天局（NASA）研究超音速飞行与音爆。她于弗吉尼亚州立大学获得理科硕士学位并曾在该校任教，于1983年获得乔治·华盛顿大学工程学博士学位。此外，她还是玛格特·李·谢特利所著《幕后英雄》书中提及的科研学者之一，此书记述了20世纪中期多名在NASA工作的非裔美国女性数学家和工程师的事迹。

## 早年生活
克里斯汀·达登原姓曼恩（Mann），生于1942年9月10日，母亲是教师，父亲诺亚·霍雷斯·曼恩是保险公司职员，他们都鼓励克里斯汀接受良好的教育。上小学时，克里斯汀对拆卸和组装机器零件（例如她的自行车）产生兴趣。她在阿什维尔的一所寄宿学校度过了小学生涯的最后两年。

## 大学生涯
1958年，克里斯汀·曼恩被传统黑人大学——汉普顿大学录取。在汉普顿学习期间，她加入了黑人民权运动，同其他黑人学生静坐抗议。1962年曼恩大学毕业，获得了数学学士学位和教师资格，并从事高中短期教学。
1963年曼恩与中学理科教师沃特·达登结婚并改为夫姓。两年后，她开始担任弗吉尼亚州立大学的研究助理。1967年，达登从该大学硕士毕业，并留校任教数学，同年被美国航空航天局兰利研究中心录用为数据分析师。

## NASA成员

### 音爆小组
达登在20世纪60年代至70年代早期的科学发现引发了以空气动力学方式产生低速音爆的革新。1989年达登被任命为NASA音爆小组领导人，主要研究如何降低音爆带来的负面影响（例如噪音污染及臭氧层空洞）。达登的团队测试为超音速飞行器新设计的机头和机翼，达登还设计了用于模拟音爆电脑程序。但在1998年，该项目由于“无法得到充分关注”而被美国政府取消。达登在同年出版的一份摘要中描述称，音爆研究小组的致力于发展“既环保又经济”的民用高速运输所需的技术。

### 计算员
早在1935年，为满足二战的需要，NASA的前身“国家航空顾问委员会”就雇用了第一批非裔美国女性数学家成立西区计算员小组。这些被称为计算员的学者参与从航空到航天方面的复杂计算。由于兰利研究中心所在的弗吉尼亚州仍受种族隔离影响，该中心采用了带有种族隔离色彩的吉姆·克劳法，这一状况直到1964年民权法案施行才结束。这些科学家中，越来越多的人在50年代到60年代获得了晋升为工程师的机会。
达登在1967年加入NASA后就成为了一名计算员，1983年，在NASA的帮助下获得了博士学位，因其对超音速飞行和音爆研究的卓越贡献而知名。
2007年3月，克里斯汀·达登自NASA战略通讯与教育办公室主任的任上退休。

## 获奖
达登于1987年获得了全美黑人女性100联盟颁发的坎迪斯奖。此外，她还在1989年、1991年和1992年三度获得兰利研究中心的突出表现证书。2018年1月，她因长期的卓越贡献在汉普顿大学领受总统公民奖。当年12月19日，达登获得了北卡罗来纳州立大学的荣誉学位。